# Insonnia d'amore
Insonnia d'amore (Sleepless in Seattle) è un film del 1993 diretto da Nora Ephron, con Tom Hanks e Meg Ryan.
Le riprese del film si svolsero dal 13 luglio 1992 al 25 settembre 1992.

## Trama
Sam rimane vedovo ed è inconsolabile. A Chicago, la città in cui vive e lavora, ogni luogo gli ricorda la giovane moglie e così decide di trasferirsi a Seattle portandosi dietro il figlioletto Jonah. Il bambino, vedendo l'afflizione del padre, non trova di meglio che rivolgersi a una radio e il caso di Sam diventa nazionale affascinando anche Annie Reed, una romantica giornalista di Baltimora – dall'altro capo degli Stati Uniti –  che è prossima al matrimonio e ha un debole per il film Un amore splendido con Cary Grant e Deborah Kerr.
Nel frattempo Sam comincia a ricevere una marea di lettere di aspiranti mogli e Jonah, tra tutte, pesca quella di Annie. Dopo varie vicende i due si danno appuntamento a New York in cima all'Empire State Building, proprio come in Un amore splendido, il giorno di San Valentino.

## Colonna sonora
Il film in origine doveva essere musicato da John Barry, ma quando gli furono date 20 canzoni da inserire nel film, questi rifiutò.
1. As Time Goes By di Jimmy Durante – 2:28
2. A Kiss to Build a Dream On di Louis Armstrong – 3:01
3. Stardust di Nat King Cole – 3:15
4. Makin' Whoopee di Dr. John featuring Rickie Lee Jones – 4:09
5. In the Wee Small Hours of the Morning di Carly Simon – 3:16
6. Back in the Saddle Again di Gene Autry – 2:36
7. Bye Bye Blackbird di Joe Cocker – 3:30
8. A Wink and a Smile di Harry Connick, Jr. – 4:08
9. Stand by Your Man di Tammy Wynette – 2:41
10. An Affair to Remember di Marc Shaiman – 2:31
11. Make Someone Happy di Jimmy Durante – 1:52
12. When I Fall in Love di Céline Dion e Clive Griffin – 4:21

## Riconoscimenti
- 1994 – Premio Oscar
  - Candidatura al Miglior sceneggiatura originale a David S. Ward, Nora Ephron, Jeff Arch
  - Candidatura alla Miglior canzone a Marc Shaiman, Ramsey McLean

- 1994 – Golden Globe
  - Candidatura al Miglior film
  - Candidatura al Miglior attore a Tom Hanks
  - Candidatura alla Miglior attrice a Meg Ryan